# Самойлин, Павел Михайлович
Па́вел Миха́йлович Само́йлин (2 ноября 1974, Свердловск, СССР — 10 декабря 1996, Красноярский край) — советский и российский скалолаз, Мастер спорта России международного класса, двукратный чемпион СССР (1990, 1991), чемпион мира среди молодёжи (1992), бронзовый призёр чемпионата Европы (1996), победитель этапа Кубка мира (1996). Общепризнанно лучший скалолаз России с 1991 по 1996 год.

## Биография
Павел Самойлин родился в Свердловске в семье знаменитых скалолазов.
Мать Тамара Самойлина — мастер спорта СССР по скалолазанию, четырёхкратная чемпионка СССР, многократная чемпионка России, Заслуженный тренер России.
Отец Михаил Самойлин — мастер спорта СССР по альпинизму, трёхкратный чемпион СССР по альпинизму — в июне 1982 года погиб при выполнении высотных работ.
После школы Павел Самойлин поступил в Уральский политехнический институт на химический факультет, специальность — технология твёрдого топлива. Впоследствии перевёлся на спортивный факультет.
В 1990 году в 15 лет стал чемпионом России, затем абсолютным чемпионом СССР.
В 1991 году вторично выиграл чемпионат СССР. В этом же году в возрасте семнадцати лет Павел Самойлин занял 4 место в лазании на трудность на первом в истории скалолазания чемпионате мира, который проходил во Франкфурте (Германия).
Весной 1992 года в Базеле (Швейцария) выиграл первый чемпионат мира среди молодёжи, а также стал серебряным призёром этапа Кубка мира в Санкт-Пёльтене (Австрия).
С 1993 года проходил срочную службу в рядах российской армии, в Спортклубе-17. С 1995 года служил на контрактной основе.
В 1995 году на этапе Кубка мира в Бирмингеме (Великобритания) занял 3 место в лазании на скорость.
В январе 1996 года на чемпионате Европы в Париже в лазании на скорость занял 3 место.
В сентябре 1996 года в родном Екатеринбурге стал победителем этапа Кубка мира в лазании на скорость.
Одним из первых в России вышел на мировой уровень скалолазания, неоднократно занимая призовые места на престижнейших международных соревнованиях.
10 декабря 1996 года погиб в автомобильной катастрофе под Красноярском.
Жена, Татьяна Сёмкина, также занималась скалолазанием, тренер по скалолазанию.
Дочь Анастасия Самойлина, в 2012 году выполнила норматив Мастера спорта по скалолазанию.

### Лучшие результаты[2]
- 4 место — трудность — чемпионат мира — Франкфурт 1991
- 1 место — трудность — молодёжный чемпионат Мира — Базель 1992
- 9 место — трудность — чемпионат Европы — Франкфурт 1992
- 2 место — трудность — этап Кубка мира — Санкт-Пёльтен 1992
- 6 место — трудность — этап Кубка мира — Лаваль 1992
- 8 место — трудность — чемпионат мира — Инсбрук 1993
- 4 место — трудность — этап Кубка мира — Цюрих 1993
- 6 место — трудность — этап Кубка мира — Тулон 1993
- 5 место — трудность — этап Кубка мира — Бирмингем 1994
- 10 место — трудность — чемпионат мира — Женева 1995
- 1 место — скорость — этап Кубка мира — Екатеринбург 1996
- 3 место — скорость — чемпионат Европы — Париж 1996

## Память
В феврале 1997 года был организован первый турнир его памяти. Всероссийские соревнования на приз памяти Павла Самойлина проводились ежегодно в Екатеринбурге в манеже УГТУ-УПИ. Всего состоялось 10 турниров, последний прошёл в 2006 году. Затем проведение всероссийских соревнований в Екатеринбурге на ежегодной основе стало невозможным по причине организационных трудностей. Несмотря на это, турниры и фестивали на приз памяти Павла Самойлина продолжают проводить, в том числе в рамках областных соревнований.
В Крыму в скальном районе Никита в память о Павле Самойлине названа трасса «Удалец Пашка».